# Підземне сховище Клеменс (Phillips 66)
Підземне сховище Клеменс (Phillips 66) – призначений для зберігання зріджених вуглеводневих газів (ЗВГ) комплекс каверн у штаті Техас, споруджений компанією Phillips 66.
За кілька десятків кілометрів на південь від Х’юстона поблизу міста Свіні розташований потужний нафтопереробний та нафтохімічний майданчик, де знаходяться виробництва Phillips 66 та Chevron Pillips Chemical (друга компанія створена на паритетних засадах Phillips 66 та енергетичним гігантом Chevron). Тривалий час його потреби у зберіганні ЗВГ обумовлювались діяльністю піролізного виробництва Chevron Pillips, для чого остання компанія мала підземне сховище у Клеменс. Нарешті, у середині 2010-х Phillips 66 вирішила використати результати «сланцевої революції» та зайнятись розділенням ЗВГ, для чого запустила у Свіні власні потужності з фракціонування. Крім того, на майданчику спорудили установку доведення пропану до експортної кондиції, котра здійснює його деетанізацію.
Для обслуговування нових виробництв Phillips 66 у 2016-му ввела в експлуатацію власний комплекс зберігання у Клеменсі. Каверни цього сховища створені у соляному куполі (діапірі), котрий випинається вверх з відкладень соляної формації Louann (келовейський ярус юрського періоду), яка залягає в районі Клеменсу на глибині 6 км. Купол має діаметр біля 1,5 км, а його вершина лежить на глибині 418 метрів нижче рівня моря. Споруджені у ньому каверни Phillips 66 займають проміжок на глибині від 655 до 1067 метрів.
Первісно сховище було розраховане на зберігання 9 млн барелів ЗВГ, для чого спорудили шість каверн та два відкриті басейни для соляного розчину (саме його закачуванням здійснюється зворотнє витіснення цільового продукту для подальшого використання). В кавернах зберігались нефракціонована суміш ЗВГ («Y-grade»), пропан та н-бутан. До кінця 2020-го збираються збільшити об’єм сховища до 15 млн барелів та організувати тут зберігання етану (тоді ж на майданчику в Свіні будуть введені в експлуатацію нові установки фракціонування).
Оскільки майданчики у Свіні і Клеменсі вже були зв’язані трьома лініями знадобився лише один додатковий трубопровід, по якому транспортується підготований на деетанізаторі пропан. В подальшому пропан та бутан можуть експортуватись через введений одночасно зі сховищем термінал ЗНГ у Фріпорті, для чого від Клеменсу проклали два трубопроводи.
В комплексі з розширенням сховища також заплановано спорудити етанопровід  C2G («Clemens-to-Gregory»), котрий живитиме нове піролізне виробництво, яке споруджується біля Корпус-Крісті ExxonMobil та саудійською SABIC.